# Это не шутка
«Это не шутка» (нем. Ein Katzensprung) — драматический фильм 1976 года производства ГДР,
снятый режиссёром Клаусом Добберке, основанный на романе Вальтера Флегеля.

## Сюжет
После медового месяца молодой лейтенант Ридель возвращается в воинскую часть, в которой проходит его служба. На время своей отлучки лейтенант Ридель
возложил командование вверенного ему подразделения на своего заместителя — ефрейтора Вайссенбаха (отличного водителя БТРа), который отлично
справился со своей задачей. К тому же за это время взвод пополняется новобранцами. Лейтенант Ридель узнаёт о том, что ефрейтор Вайссенбах добился хороших
результатов среди подчинённых благодаря своим жёстким методам командования. За суровые нравы Вайссенбаха Ридель отстраняет его не только от занимаемой
должности, но и от управления бронетранспортёром, что приводит к глубокому недовольству командира роты — капитана Кайзера. Во время плановых учений из-за
подлости Вайссенбаха, отстранённого от управления бронетранспортёром и по вине которого новый водитель сбивается с курса, лейтенант Ридель вызывает очередное
негодование капитана Кайзера.
Преодолевая водное препятствие, новый водитель бронетранспортёра, допустив оплошность, выводит боевую машину из строя. После произошедшего капитан Кайзер,
вопреки воле Риделя, принимает решение о восстановлении ефрейтора Вайссенбаха в прежней должности. Вскоре капитан Кайзер сообщает лейтенанту Риделю о том,
что на ефрейтора Вайссенбаха, который находился в увольнении, поступило заявление в полицию из-за драки в ресторане, учинённой с ухажёром его жены на почве ревности. Сам Вайссенбах, чей недостойный поступок позорил репутацию Национальной народной армии, находился под стражей, и ему грозило серьёзное судебное разбирательство. Волнуясь за дальнейшую судьбу Вайссенбаха, капитан Ридель самовольно покидает часть и спешит в увеселительное заведение, где недавно произошёл инцидент, стремясь лично разобраться в ситуации и предотвратить возможные негативные последствия. Внезапно посреди ночи в казарме части раздаётся сигнал тревоги, и взвод лейтенанта Риделя, оставшись без своего командира, поспешно выдвигается на войсковые учения. Вернувшемуся Риделю капитан Кайзер объявляет о наказании за самовольную отлучку из части. Но всё это меркнет на фоне того, что ему удалось избавить Вайссенбаха от судебного разбирательства. Присоединившись к своему подразделению во время учений, Ридель понимает, что не должен был так рьяно действовать, не разобравшись в сложной ситуации Вайссенбаха.

## В ролях
- Вальтер Плате — лейтенант Ридель
- Йорг Панкнин — капитан Кайзер
- Хольгер Малих — ефрейтор Вайссенбах
- Уте Древниок — Мария
- Вилли Шраде — обер-лейтенант Мельхерт
- Урсула Штаак — официантка Маргит
- Гисберт-Петер Терхорст — фельдфебель Кранц
- Эберхард Прютер — рядовой Радевальд
- Рудольф Ульрих — полковник Штраух
- Райнер Годе — рядовой Кельнер
- Максимилиан Лёзер — рядовой Грелль
- Геральд Шаале — рядовой Хельмке
- Михаэль Шарффенберг — рядовой Хайнрих
- Юрген Вацке — рядовой Годе
- Файт Штюбнер — рядовой Майер
- Роланд Кухенбух — участковый Крюгер
- Ханнес Штельцер — бургомистр
- Хорст Папке — игрок в скат
- Гюнтер Рюгер — хозяин ресторана
- Сина Фидлер — официантка
- Марианна Беренс — стрелочница
- Харальд Фишер — игрок в скат

## Производство
Фильм был снят творческой группой «Roter Kreis» в формате Orwocolor и впервые был показан в берлинском кинотеатре «Космос» 30 июня 1977 года. Торжественный предпремьерный показ состоялся 30 марта 1977 года перед 500 участниками конференции кинематографии ГДР в зале пленарных заседаний Народной палаты во Дворце Республики в Берлине. Премьера на телевидении состоялась 12 июля 1978 года по первой программе телевидения ГДР. Фильм был выпущен на DVD в 2015 году.

## Критика
В газете «Neues Deutschland»Хорст Кницш отметил о Вальтере Флегеле, авторе этого фильма, который, будучи офицером ННА и писателем, уже опубликовал несколько романов:

При участии Вольфганга Эбелинга по книге был создан интересный и достойный внимания фильм, хотя в некоторых моментах он кажется несколько грубоватым и натянутым, и более тонкая, а также психологически более убедительная взаимосвязь пошла бы на пользу его драматургической структуре.— Neues Deutschland
Lexikon des internationalen Films пишет:

Слабый в плане актёрской игры фильм с очевидными драматическими недостатками.— Lexikon des internationalen Films